# Prix Italia
Le prix Italia est un concours international, organisé par la Rai, qui se déroule en Italie et cherche à récompenser la qualité, la créativité, et l'innovation dans les programmes radiophoniques, télévisuels et les contenus pour la toile. C'est la plus ancienne et l'une des plus importantes manifestations mondiales de création de radio-télévision. Son objectif est de promouvoir et de primer la qualité, l'innovation et la créativité et d'inciter les organismes adhérents à diffuser les productions présentées et récompensées.

## Description
Le prix Italia se déroule chaque année au mois de septembre, durant une semaine, dans une ville italienne d'art et de culture. La première édition s'est tenue à Capri en 1948, et la seconde à Venise en 1949. Administrativement, le prix Italia est organisé sous forme d'assemblée générale auprès de laquelle plus de 90 médias nationaux, publics et privés, de 47 pays ont souscrit une adhésion qui leur donne le droit de concourir. L'événement est aussi un forum de rencontre professionnel pour le monde des médias.